# سامسون هاروتیونیان
سامسون استپانی هاروتیونیان (ارمنی: Սամսոն Ստեփանի Հարությունյան) سیاست‌مدار اهل ارمنستان که از نوامبر ۱۹۱۸ تا بهار ۱۹۱۹ وزیر دادگستری نخستین جمهوری ارمنستان بود.

## زندگی
وی در ۲۰ نوامبرِ ۱۸۶۱ در گاندزاکار به دنیا آمد و در ۱۹۴۱ در سن ۸۰ سالگی درگذشت.